# Odile Decq
Odile Decq (Laval, 18 de julio de 1955) es un arquitecta y académica francesa. Es la directora del Studio Odile Decq, cuyo nombre anterior fue Odile Decq Benoît Cornette Architectes Urbanistes o ODBC Architectes.

## Primeros años
Odile Decq nació y se crio en la pequeña ciudad de Laval en Francia. Desde pequeña se interesó en las actividades creativas pero su familia pensaba que la arquitectura no era una profesión apropiada para las mujeres.
Se licenció en arquitectura en 1978. En 1979, Decq recibió un diploma en urbanismo y planificación del Instituto de Estudios Políticos de París. 

## Trayectoria

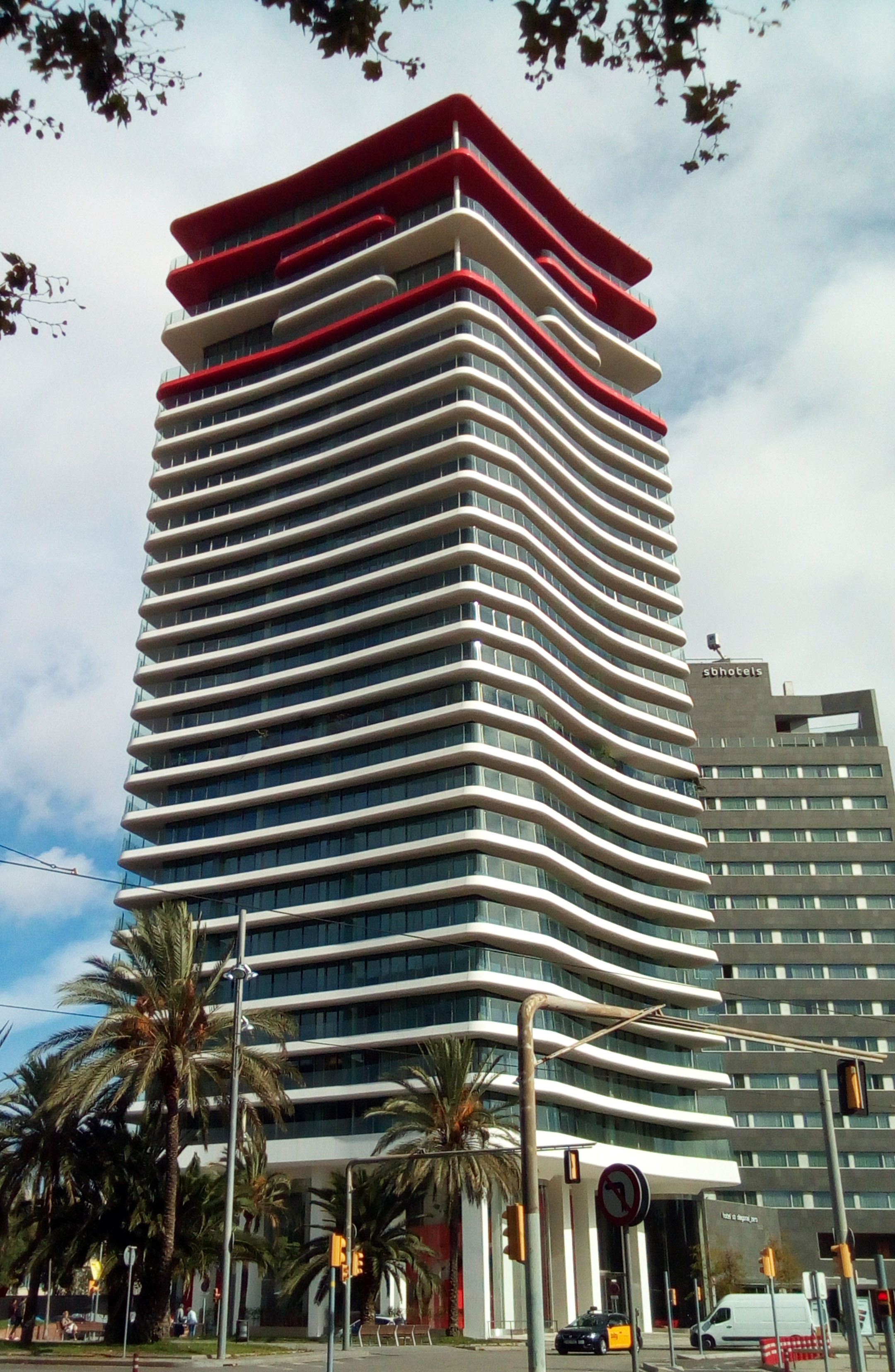
Edificio Antares, Barcelona (2020)

Tuvo su propio estudio de arquitectura durante unos años. En 1986 se asoció con Benoît Cornette y crearon la firma de arquitectura ODBC. Obtuvieron varios premios y reconocimiento internacional por su trabajo. Otros proyectos notables fueron los edificios de vivienda social en París y un puente de la autopista de la A14 en Nanterre, con un centro de gestión de la autopista suspendido debajo del puente. En 1996, el estudio recibió el León de Oro de la Bienal de Arquitectura de Venecia. En 1998 Benoît Cornette murió en un accidente de coche, en el que resultó herida.
En 2001 Odile Decq fue seleccionada para la realización de la ampliación del Museo de Arte Contemporáneo de Roma que abrió sus puertas en diciembre de 2010. Para el reconocido arquitecto Claude Parent, el MACRO es una “pequeña obra maestra”, una “joya de inserción que no cae en el manierismo” y se integra perfectamente en el ambiente. En 2004 Decq recibe el encargo de la comisión para el FRAC, Fondo Regional de Arte Contemporáneo de Rennes. Además en 2011 diseña el restaurante de la Opera de Garnier en París, donde se enfrenta al desafío de realizar un espacio sumamente contemporáneo en un sitio declarado monumento.
La enseñanza forma parte integral de la práctica de Decq. Desde 1992 es profesora en la Ecole Spéciale d’Architecture de París, donde fue directora del departamento de arquitectura desde 2007 a 2012. Ha sido invitada por prestigiosas universidades, como la de Columbia en Nueva York, la Bartlett de Londres, la Kunstakademie de Viena. En 2014 Odile Decq decidió crear en Lyon el Instituto de innovación y estrategias creativas en la arquitectura: Confluencia. La escuela abrió sus puertas en octubre de 2014 y ocupará 2.200 metros cuadrados en una “zona renovada de la antigua zona de la estación en el mercado”.

## Reconocimientos

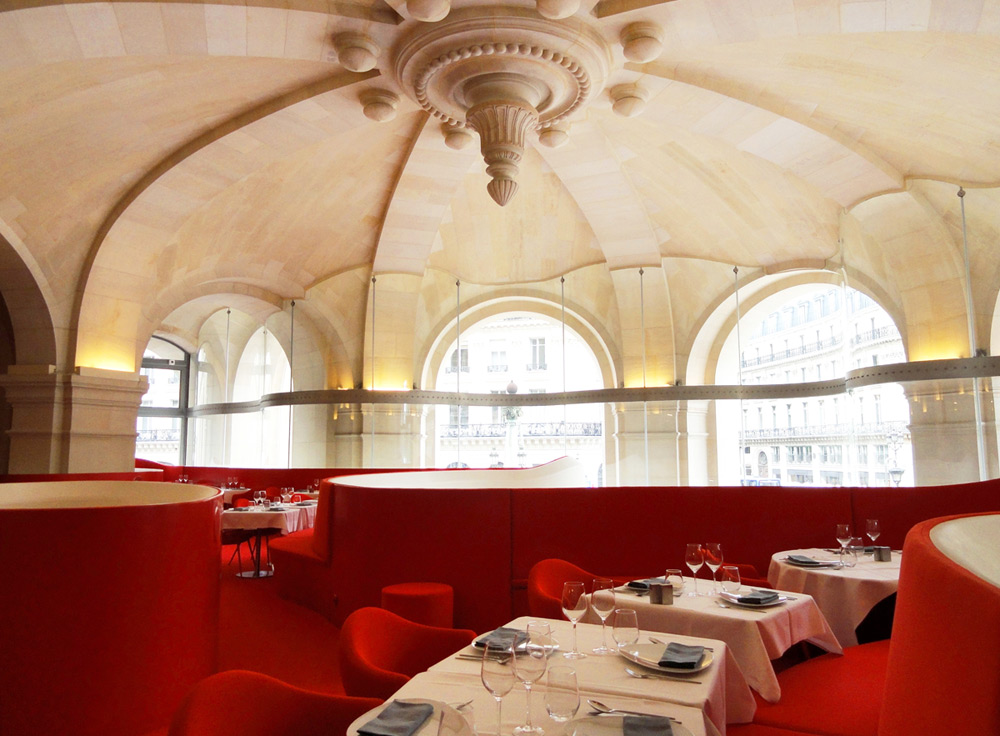
Restaurante de la Opera de París

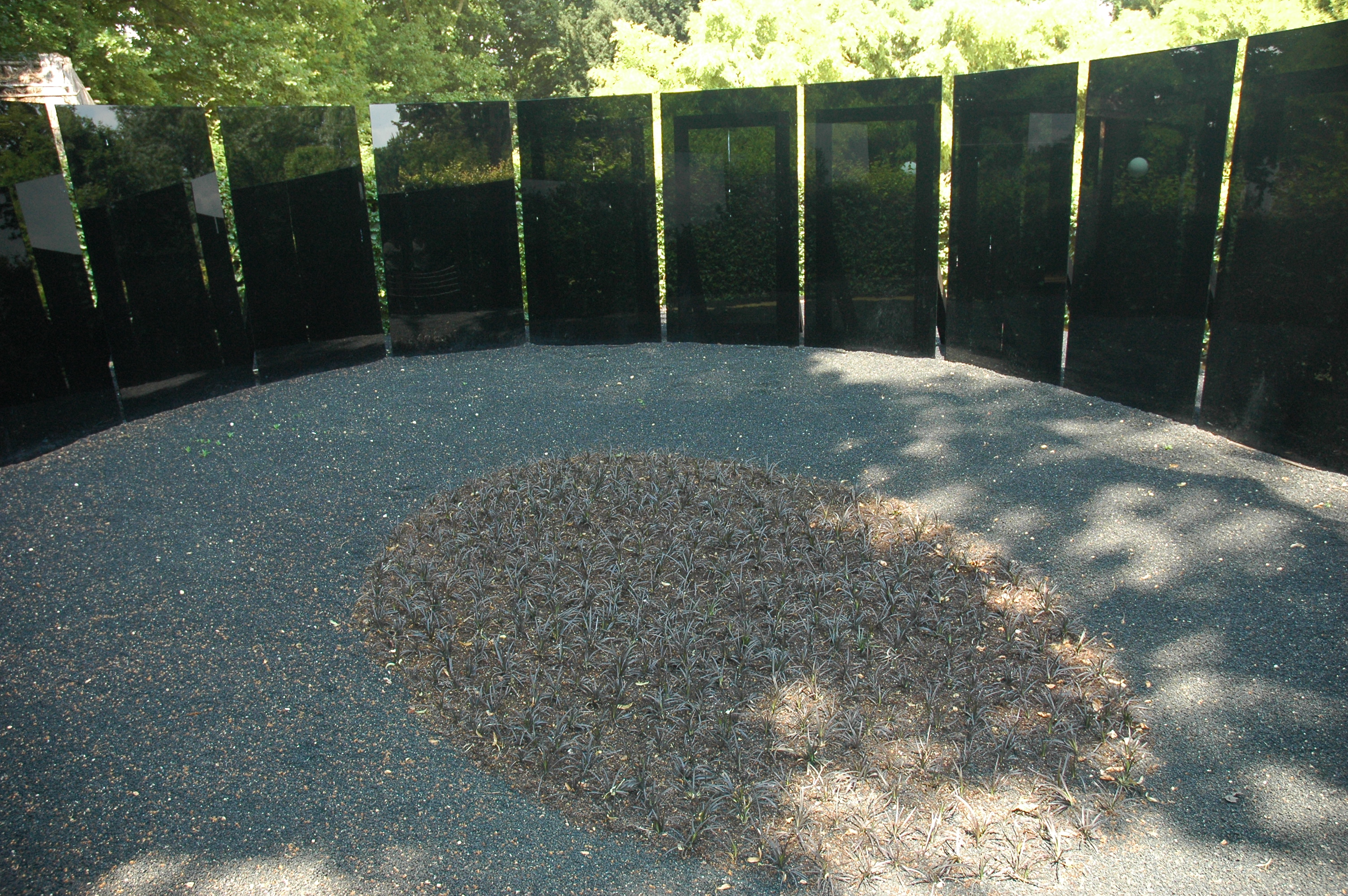
Chaumont-sur-Loire, International garden festival 2009, Apesanteur de la matière, Odile Decq, Peter-J. Baalman

Ha recibido los más importantes honores. En 2003 Odile Decq fue seleccionada como Caballero de la Legión de Honor, la más alta condecoración francesa, establecida por Napoleón Bonaparte. En 2007 recibió la membresía internacional del Royal Institute of British Architects (RIBA). 
Hacia fines de 2013, después de una trayectoria de 35 años, Decq fue elegida la Mujer Arquitecta del Año. En 2014 fue una de las cinco arquitectas seleccionadas para el documental Making Space/5 Women Changing the Face of Architecture; junto a Annabelle Selldorf (Nueva York), Kathryn Gustafson (Seattle y Londres), Farshid Moussavi (Londres) y Marianne McKenna (Toronto). Producido por Amici Productions y Alice Shure y dirigido por Ultan Guilfoyle, el documental muestra las historias cotidianas de las cinco mujeres e indaga en las claves de su éxito personal y profesional. En junio de 2015 fue reconocida como doctor honoris causa de la Universidad de Laval, en Quebec. En 2016 fue galardonada con el premio Jane Drew por “su fuerza creativa, su espíritu irreverente con las normas establecidas y por su permanente búsqueda de la igualdad”.
En 2018 fue designada Comandante de la Orden Nacional del Mérito (Francia).

## Obras relevantes
- Banca Popular de Rennes (1990) con
- Museo de Arte Contemporáneo de Roma-MACRO (2001-10)
- Fondo Regional de Arte Contemporáneo en Rennes-FRAC (2004-12)
- Restaurante dentro de la Opera de Garnier en París (2011).
- Edificio Antares, Barcelona (2020).